# Maliattha marginalis
Maliattha marginalis là một loài bướm đêm trong họ Noctuidae.